# Castello Naveira
Il Castello Naveira (in spagnolo Castillo Naveira) è una storica tenuta di campagna di stile neogotico situata a Luján nella pampa argentina, a circa 75 chilometri da Buenos Aires.

## Storia
Il castello venne costruito alla fine del XIX secolo su dei terreni comprati da Enrique Beschdedt nel 1841. Questi ne commissionò la realizzazione all'architetto belga Ernesto Moreau, uno degli otto architetti che lavorarono alla Basilica di Luján. Enrique e la sua unica figlia, Irene, andarono quindi a vivere nel castello.
Nel 1913 i Fernández Beschtedt vendettero la proprietà, che passò a Matilde Golpe Brañas, vedova di Manuel Naveira, con il quale aveva avuto un solo figlio, José Roque Naveira Golpe. Quest'ultimo fece ampliare il castello, ingaggiando nuovamente il Moreau.